# スーパースター・アクエリアス
スーパースター・アクエリアス（SuperStar Aquarius）は、アジア最大のクルーズ会社であるゲンティングループ（本社：マレーシア）で、カジュアルクラスの船を担当するスタークルーズ社（本社：香港）が運航しているクルーズ客船。

## 船内設備

### レストラン
- ダイナスティレストラン(メインダイニング)
- マリナーズビッフェ(ビッフェ)
- スパイスレストラン(アジア・レストラン)
- オセアナバーベキュー(屋外バーベキュー)
- ブルーラグーン(アジア料理専門店)

### その他の設備
- アクエリアスラウンジ
- チャンプスバー
- レセプション
- シアター
- スカイラインラウンジ
- カジノ
- ショッピングアーケード
- ビデオゲームセンター
- ミーティングルーム
- チャイルドルーム
- ジム

## 客室

### スイート
- ジュニアスイート
- エグゼクティブスイート

### 内側客室
- 内側

### 海側客室
- 海側丸窓付き
- 海側角窓付き
- 海側ベランダ付き